# Peter Stürtz

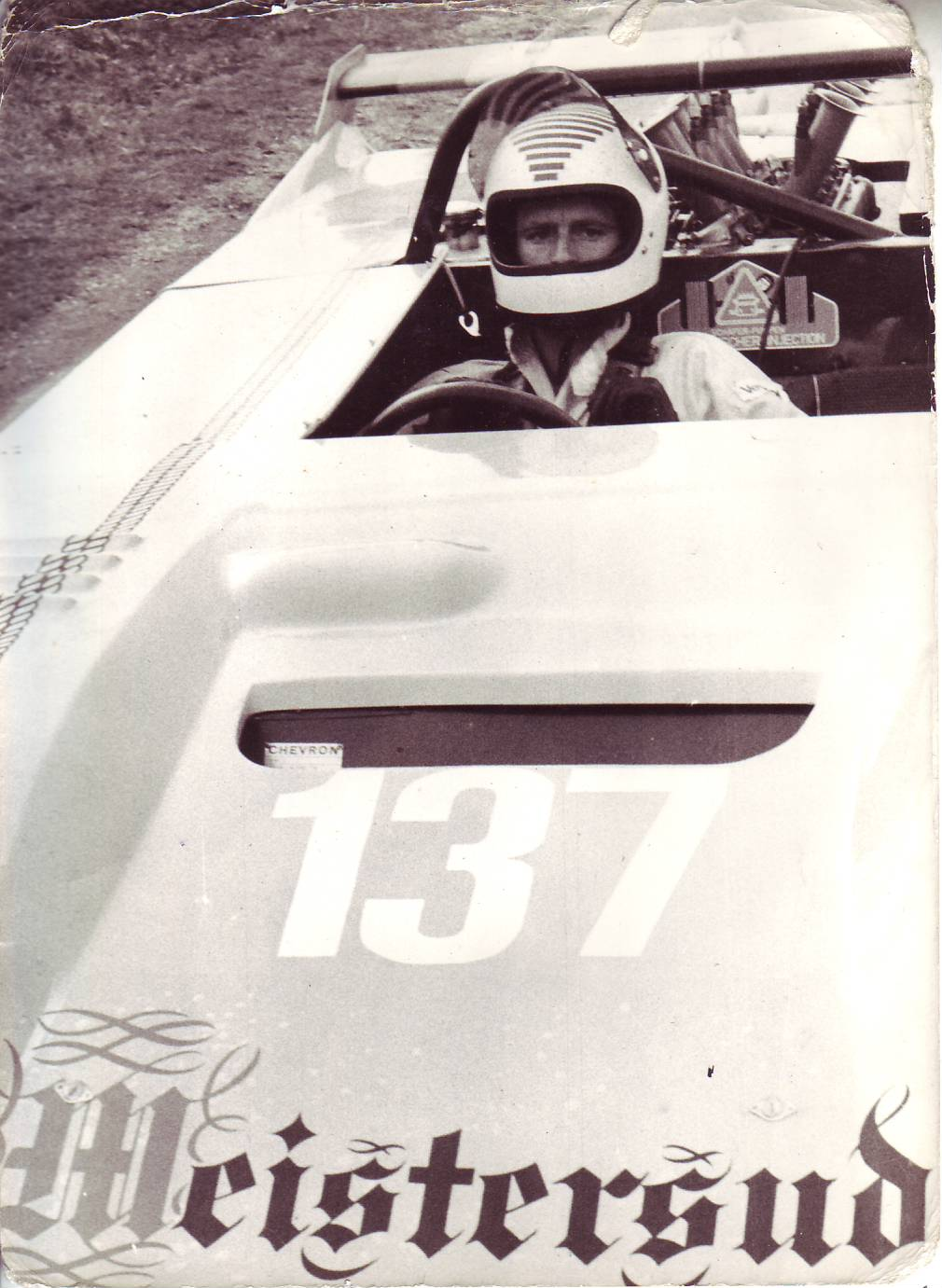
Peter Stürtz im Chevron-BMW mit Apfelbeckmotor

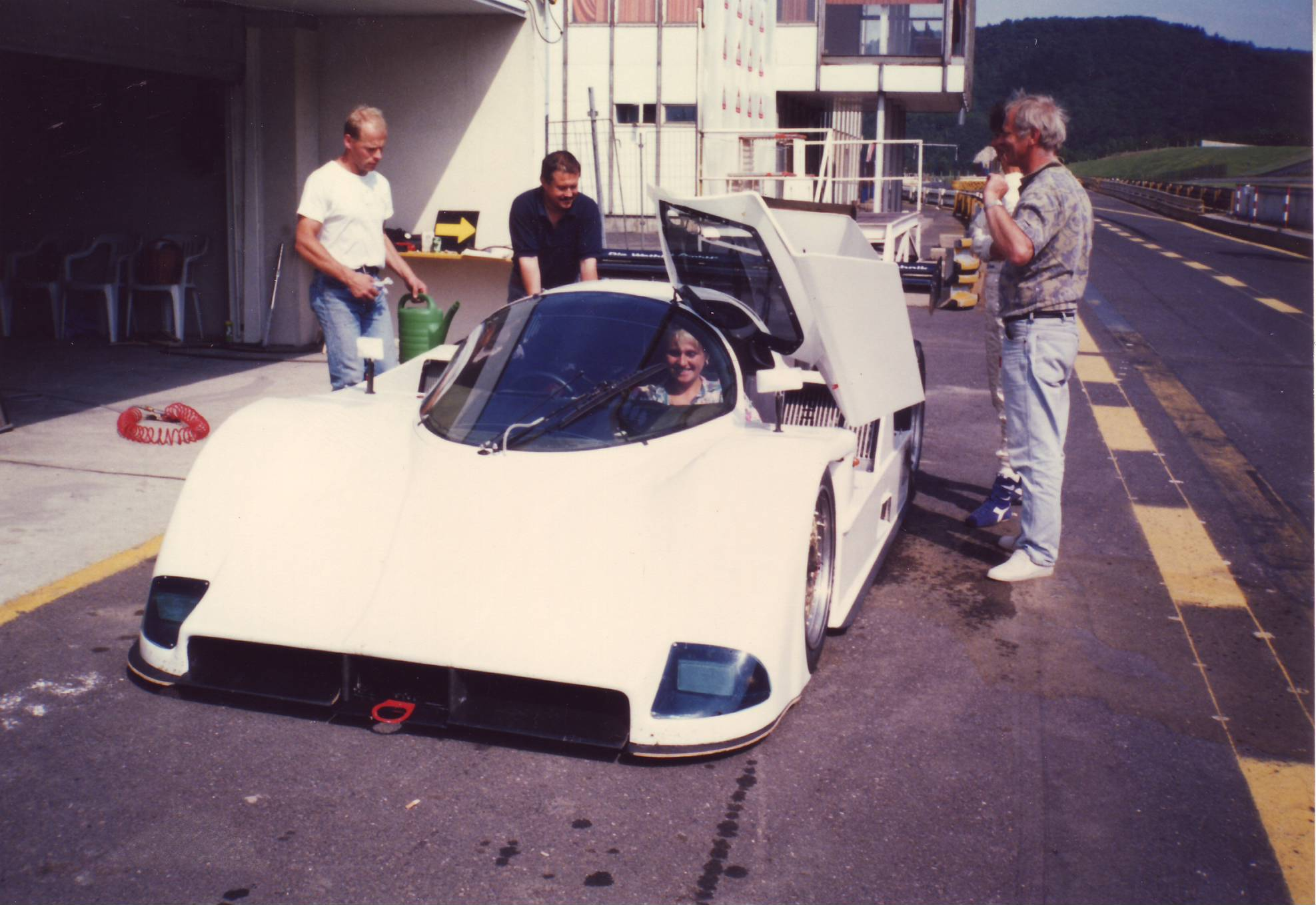
1986 bei Testfahrten in Most

 Peter Fritz Stürtz (* 24. April 1947 in München; † 14. Mai 2005 in Vaterstetten) war ein deutscher Automobilrennfahrer und Rennwagenkonstrukteur.

## Biographie
Stürtz verbrachte seine Kindheit in Germering bei München. Der gelernte Industriekaufmann betrieb bereits Anfang der 1960er Jahre erfolgreich Bergrennsport. Nach seiner Ausbildung hatte er ein kleines Taxiunternehmen in München, das er nach den Olympischen Spielen 1972 in München verkaufte, um sich ganz dem Bergrennsport zu widmen.
Ab den 1970er Jahren war Peter Stürtz jedes Jahr aktiv dabei. Am Anfang seiner Karriere fuhr er meistens in geschlossenen Tourenwagen, wie NSU TTS oder BMW 2000, 2002 und 3,0 CSI, und stieg dann auf Formel bzw. Sportprototypen um. In den Jahren 1971–1975 startete er in der Europa-Bergmeisterschaft auf den unterschiedlichsten Fahrzeugen wie Abarth 1300, Chevron-B3, March-BMW, Lotus-Ford, Porsche. Im Jahr 1971 wurde Peter Stürtz Dritter in der Europa-Bergmeisterschaft auf einem Fiat Abarth 1300/Gruppe 6.
In den Jahren von 1976 bis 1980 baute Stürtz eine Handelsvertretung für Mineralöl sowie eine Toyota-Kfz-Werkstatt auf, die er dann wieder zugunsten des Motorsports verkaufte. In diesen Jahren war er in der Deutschen Bergmeisterschaft auf den vorderen Plätzen zu finden. Kleine technische Defekte verhinderten jedoch den ganz großen Erfolg. Das Jahr 1980 konnte er aber mit dem Gewinn des Deutschen Sportwagen-Pokals krönen.
Die Jahre von 1981 bis 1986 waren die erfolgreichsten in seiner aktiven Sportlerlaufbahn. 1983 und 1986 wurde er Internationaler Deutscher Automobil-Vizebergmeister. 1984 und 1985 wurde er Deutscher Bergmeister. In diese Jahre fällt auch die Entscheidung, sich mit einem eigenen Sportprototypen, dem SM C288, der Rundstrecke zuzuwenden. Der SM C288 war der erste Prototyp mit einer Fahrgastzelle, die komplett aus Kohlefasergewebe von der Firma Die Wethje GmbH hergestellt wurde. Dies war eine mutige Entscheidung, denn die Sportprototypen-Weltmeisterschaft wurde dominiert von Porsche, Ford, Lancia und englischen Sportwagenschmieden wie March, Lola und Spice. Der Erfolg stellte sich wegen technischer Probleme nicht ein und seine wenigen Sponsoren suchten sich andere Teams. In den 1990er Jahren ging Stürtz wieder mit seinem eigenen Fahrzeug, dem SMI-BMW 95, an den Start. Das Fahrzeug besaß einen selbst aufgebauten BMW-Rennmotor mit acht Zylindern. Geringe Geldmittel verhinderten jedoch auch hier den ganz großen Erfolg.
In den Jahren 2000 bis 2005 entstanden einige Designstudien von Sportprototypen, die auch in die Tat umgesetzt wurden. Stürtz hatte im Frühjahr 2005 die Finanzierung für sein Sportwagenteam zusammen und auch die technische Seite seines LMP675-Projektes war abgeschlossen. Als das erste fertige Auto bereitstand, um bei den 24 Stunden von Le Mans zu starten, verstarb Peter Stürtz in seinem Fabrikgebäude an Herzversagen.

## Erfolge
- 1980 Deutscher Sportwagenpokalsieger auf Lola (Gruppe C)
- 1984 Internationaler Deutscher Automobilbergmeister auf March-BMW (Formel 2)
- 1985 Internationaler Deutscher Automobilbergmeister auf March-BMW (Formel 2)